# Жорж Дестенав
Жорж Матио Дестенав (на френски: Georges Matthieu Destenave) е френски армейски бригаден генерал, военен топограф, изследовател на Африка.

## Ранни години (1854 – 1876)
Роден е на 17 май 1854 година в Сен Крик Вилньов, департамент Ланд, Франция. През 1873 постъпва като доброволец в армията, след което от 1874 до 1876 е изпратен да учи във Военната академия в Сен Сир, специалност топография и картография.

## Военна кариера (1877 – 1918)
През март 1881 е произведен в чин лейтенант, а през януари 1887 – капитан и е назначен във Френския чуждестранен легион.
Участва в множество военни кампании на Френския чуждестранен легион в Африка:
- февруари – април 1892 в Алжир;
- август 1892 – юли 1893 във Френски Судан;
- ноември 1893 – март 1894 отново в Алжир;
- март 1894 – май 1896 и октомври 1896 – юли 1898 отново във Френски Судан (сега териториите на държавите Сенегал, Мали, Нигер и Буркина Фасо);
- октомври 1900 – декември 1902 в Чад.

Вече като полковник, от 27 септември 1914 до 28 февруари 1918, участва в Първата световна война.

## Експедиционна дейност
По време на всичките си африкански кампании военната топографска група ръководена от Дестенав се занимава с извършване на геодезически и топографски снимки на районите на военните действия, които снимки впоследствие са обработени и на тяхната база са съставени едромащабни топографски карти на големи територии от Африка, които по това време са или стават френски владения.
В периода ноември 1893 – март 1894 заснема и картира големи части от Нигер и Мали и цялото течение на река Нигер на френска територия. От октомври 1896 до юли 1898 извършва подобни топографски дейности на територията на съвременните държави Сенегал, южнате части на Мали и Буркина Фасо (Горна Волта).
От октомври 1900 до декември 1902 неговото топографско подразделение участва във военна операция ръководена от генерал Фернан Фуро за завоюване на Чад. По време на операцията топографската група ръководена от Дестенав извършва детайлно картиране на езерото Чад, долното течение на река Шари и районите около тях. Към военнотопографското подразделение е зачислен френския ботаник Огюст Шевалие, впоследствие виден авторитет по въпросите на ботаническата география в тропическа Африка. Освен с чисто топографска дейност екипът, който ръководи Дестенав, се занимава и с географска такава. Сътрудниците му извършват геоложки, ботанически, зооложки, етнографски и множество други изследвания и събират огромно количество артефакти за бита и обичаите на местните народи.

## Последни години (1918 – 1928)
След като приключва участието си в Първата световна война поради раняване през 1918 и вече на 64-годишна възраст се пенсионира. Умира в Тулон на 23 декември 1928 година.